# Provincia de Gyeongsang del Sur
Gyeongsang del Sur (en hangul, 경상남도; en hanja, 慶尙南道; romanización revisada, Gyeongsangnam-do; McCune-Reischauer, Kyŏngsang-namdo) es una provincia del sureste de Corea del Sur. Su capital es Changwon.

## Historia
Hasta 1895, la zona correspondiente a Gyeongsang del Sur era parte de la provincia de Gyeongsang, una de las ocho de Corea durante la dinastía Joseon. En 1895, la parte sur de Gyeongsang se convirtió en dos distritos: al oeste, Jinju, y al este, Dongnae (actualmente, Busán); en 1896, los dos distritos se fusionaron para formar Gyeongsang del Sur.
Antiguamente, la capital de provincia era Jinju, pero esta se trasladó en 1925 a Busán, hasta 1963, en que la ciudad se separó de la provincia para convertirse en una de las ciudades especiales de Corea; desde 1995, Busan es una Ciudad Metropolitana. En 1997, otra ciudad se separó de Gyeongsang del Sur, Ulsan.
Desde 1983, la capital de la provincia es Changwon.

## Geografía
La provincia forma parte de la región de Yeongnam. Limita por el este con el mar de Japón, por el norte con la provincia de Gyeongsang del Norte, por el oeste con las provincias de Jeolla del Norte y Jeolla del Sur, y por el sur con el estrecho de Corea. 
La mayor parte de la provincia pertenece a la cuenca del río Nakdong.

## Recursos
El delta del Nakdong, que rodea la ciudad de Gimhae, es una de las regiones agrícolas más productivas de Corea del Sur. Algunos de los productos agrícolas más importantes de Gyeongsang del Sur son el arroz, los frijoles, las papas y la cebada. Esta región es famosa por su algodón, sésamo y frutas, que crecen en la parte sur del litoral.
También son importantes la pesca y los productos marítimos.

## Principales ciudades
Las mayores ciudades de esta región son Busán y Ulsan, pero como constituyen entidades administrativas diferentes (ciudades metropolitanas o Gwangyeoksi), no forman parte del nivel provincial. Además de Changwon, la capital, otras ciudades importantes son Gimhae, Jinhae, Masan y Jinju.

## Qué ver
En la provincia de Gyeongsang del Sur se encuentra uno de los tres principales templos budistas de Corea, el Templo de Haeinsa, que data del año 802. Está situado en el parque nacional alrededor de Jirisan (1915 m), en la frontera con Jeolla del Norte.
En el templo se encuentra la Tripitaka Coreana o Palman Daejanggyeong, colección de 80 000 tablillas de madera del siglo XIII, con escritos budistas. El templo forma parte del Patrimonio de la Humanidad desde 1995.

## División administrativa
Gyeongsang del Sur se divide en 10 ciudades (Si o Shi) y en 10 condados (Gun). A continuación, se enumeran los nombres en alfabeto latino, Hangul y Hanja.

### Ciudades
- Changwon (창원시; 昌原市;—la capital de la provincia).
- Geoje (거제시; 巨濟市).
- Gimhae (김해시; 金海市).
- Jinju (진주시; 晋州市).
- Miryang (밀양시; 密陽市).
- Sacheon (사천시; 泗川市).
- Tongyeong (통영시; 統營市).
- Yangsan (양산시; 梁山市).

### Condados
- Changnyeong-gun (창녕군; 昌寧郡).
- Geochang-gun (거창군; 居昌郡).
- Goseong-gun (고성군; 固城郡).
- Hadong-gun (하동군; 河東郡).
- Haman-gun (함안군; 咸安郡).
- Hapcheon-gun (합천군; 陜川郡).
- Hamyang-gun (함양군; 咸陽郡).
- Namhae-gun (남해군; 南海郡).
- Sancheong-gun (산청군; 山淸郡).
- Uiryeong-gun (의령군; 宜寧郡).